# 비서장
비서장(祕書長)은 조선민주주의인민공화국에서 비서들로 이루어진 조직의 책임자를 말한다.

## 유래
비서장의 유래는 1912년에 쑨원이 중화민국 난징(南京)정부의 임시 대총통에 취임하자 측근인 호한민을 총통 비서장(대통령 비서실장 유사)으로 임명하면서 부터다. 1920년에 중국공산당이 창당되고, 중국공산당 중앙위원회에서 당수장의 직함을 비서장으로 결정하고 쓰다가 후에 총서기로 개칭하였다.

## 같이 보기
- 비서
- 서기
- 서기장